# The Old Reader
The Old Reader é um leitor de feeds (RSS) online que fornece um conjunto de recursos semelhante ao agora extinto Google Reader. O site surgiu quando o Google removeu recursos sociais ao Google Reader.
Em agosto de 2013, um mês depois de o Google Reader encerrar, os desenvolvedores do site estavam a lutar para manter o site em funcionamento face ao grande afluxo de novos usuários. Em 29 de julho desse ano, a equipa do The Old Reader afirmou possuir 420 000 usuários registados, chegando a ter até 60 000 registos num único dia. A equipa anunciou a sua intenção de fechar a versão pública do leitor, deixando apenas um site privado para um número limitado de pessoas. No entanto, alguns dias mais tarde, um outro anúncio afirmou que o site permanecerá público, com o apoio de uma "entidade corporativa nos Estados Unidos" anónima.
O leitor é apoiado por uma série de aplicações móveis, incluindo o ThOR, que funciona em Symbian.
A receção ao The Old Reader foi geralmente positiva. A PC Magazine elogiou o seu design simples e os seus aspetos sociais, mas notou que não possuía algumas das funcionalidades dos seus competidores.